# U lusthausu
U lusthausu je přírodní památka poblíž obce Nové Syrovice v okrese Třebíč v nadmořské výšce 438–446 metrů. Oblast spravuje Krajský úřad Kraje Vysočina. Důvodem ochrany je zachování vegetace údolních jasanovo-olšových lužních lesů s bledulí jarní.